# Wildbach
De Wildbach is een  5,3 km lange beek waarvan het stroomgebied geheel binnen het stadsdeel Laurensberg van de Duitse stad Aken ligt. De Wildbach is een zijbeek van de Worm, die weer een zijrivier is van de Roer, die in Roermond in de Maas stroomt.

## Verloop
De Wildbach ontspringt bij de zogenaamde Sieben Quellen ("Zeven Bronnen") nabij de buurtschap Seffent in Aken-Laurensberg. Naar verluidt is de naam van het gehucht afgeleid van de Franse benaming van dit gebied: sept fontaines. Een oude landweg die van Seffent naar Melaten loopt heet Septfontainesweg. Direct na de Sieben Quellen wordt de Wildbach gevoed door de beek Dorbach, die echter nog maar onregelmatig water aanvoert, omdat de Dorbach tegenwoordig voor zijn watervoorziening afhankelijk is van de overloop van het hoogwaterbekken Rabental.
De beek stroomt vervolgens min of meer parallel aan de Schurzelter Straße naar het oosten in de richting van de bebouwde kom van Laurensberg. Bij het daar gelegen Schloss Rahe voedt de Wildbach de slotgracht. Iets verderop raakt de beek aan een ecologisch ontworpen retentiebekken voor regenwater. Daarna vervolgt de beek zijn weg door Soers. Bij de waterzuiveringsinstallatie Soers duikt de beek onder de Bundesautobahn 4 door en mondt meteen daarna uit in de Worm op de linkeroever.
De Wildbach maakt deel uit van het riviersysteem Roer, dat weer onderdeel is van het stroomgebied van de Maas.

## Zijrivieren
- Dorbach (links), 4,3 km
- Schwarzbach (rechts), 1,0 km
- Diepekuhlbach (links), 1,2 km
- wateroverloop Soerser Hochkirchen (rechts), 1,1 km
- wateroverloop Berger Heide (links), 1,5 km

Tussen de buurtschappen Seffent en Schurzelt loopt over een afstand van iets meer dan een kilometer, parallel aan de Wildbach, de molentak Mühlengraben.

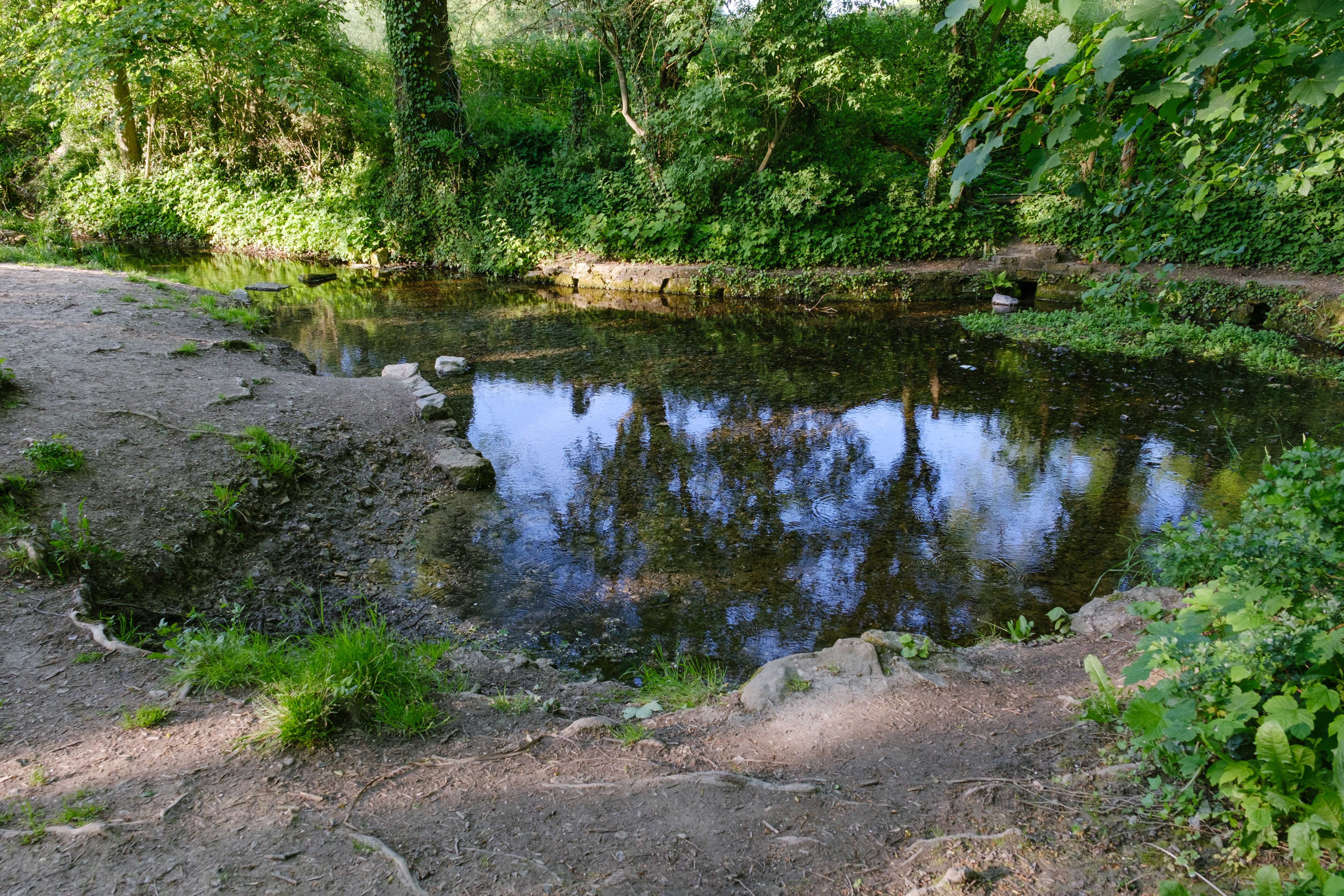
Sieben Quellen bij Seffent
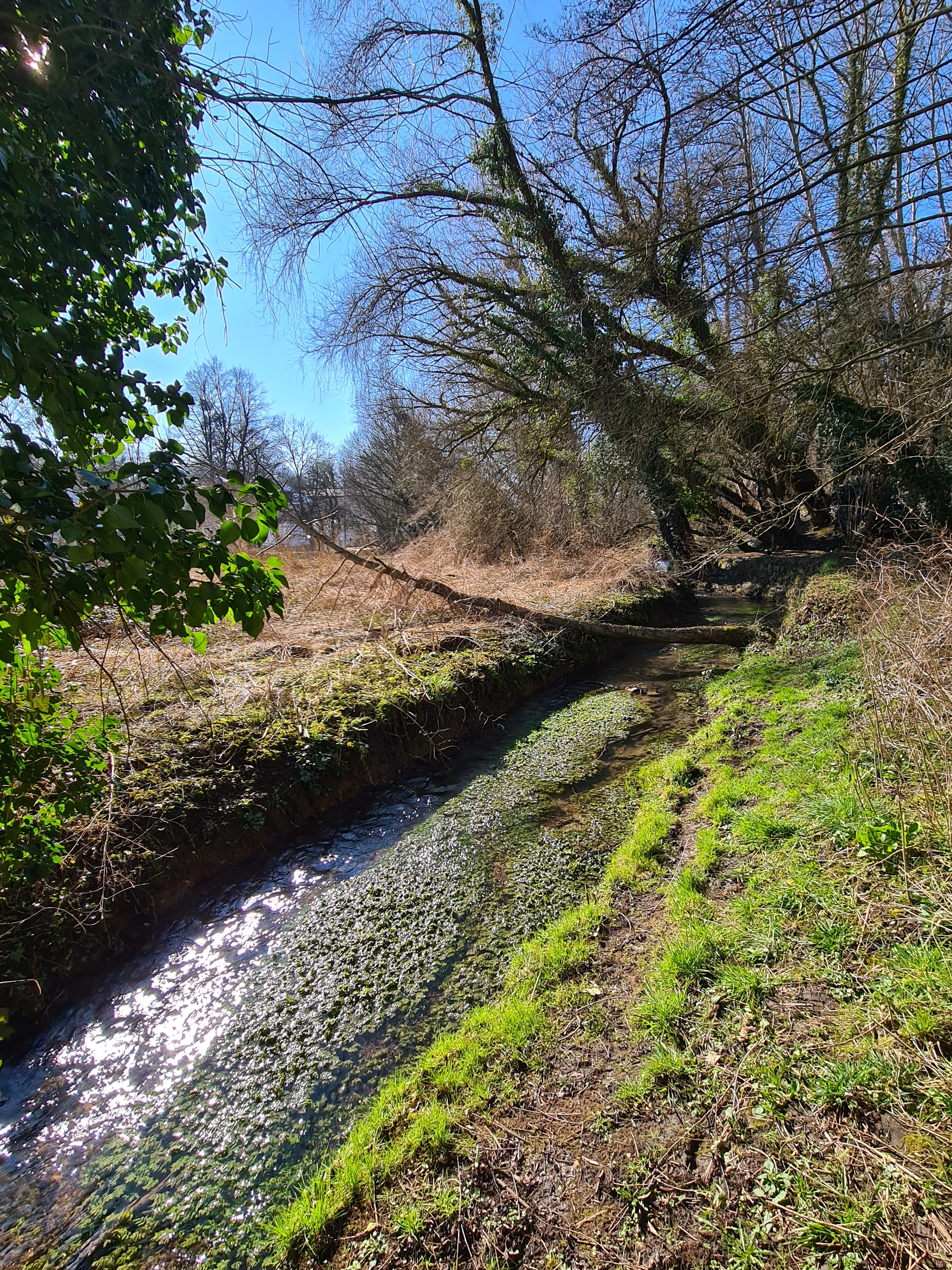
Molentak bij Schurzelt
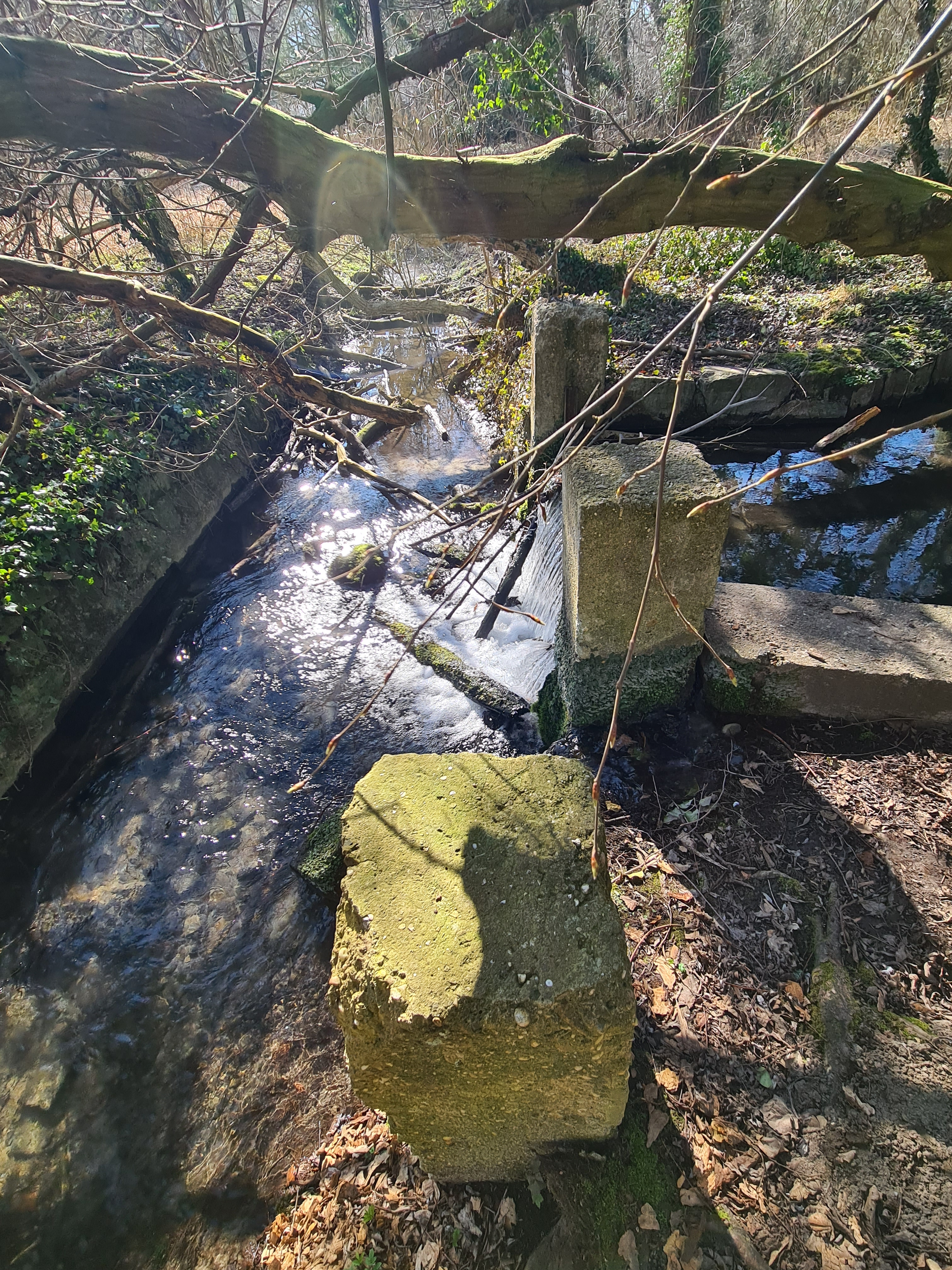
Stuw bij Schurzelt
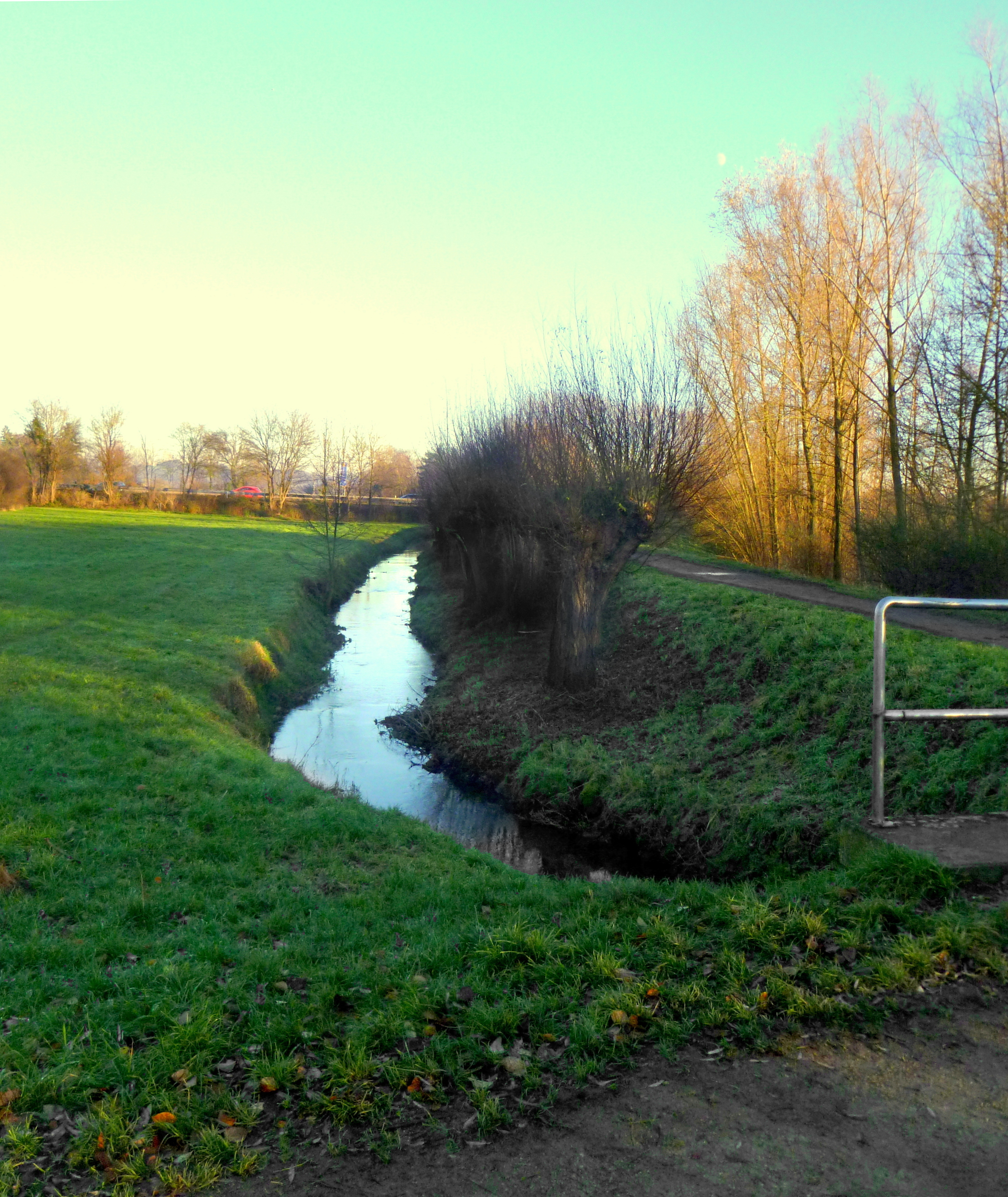
Nabij Schloss Rahe
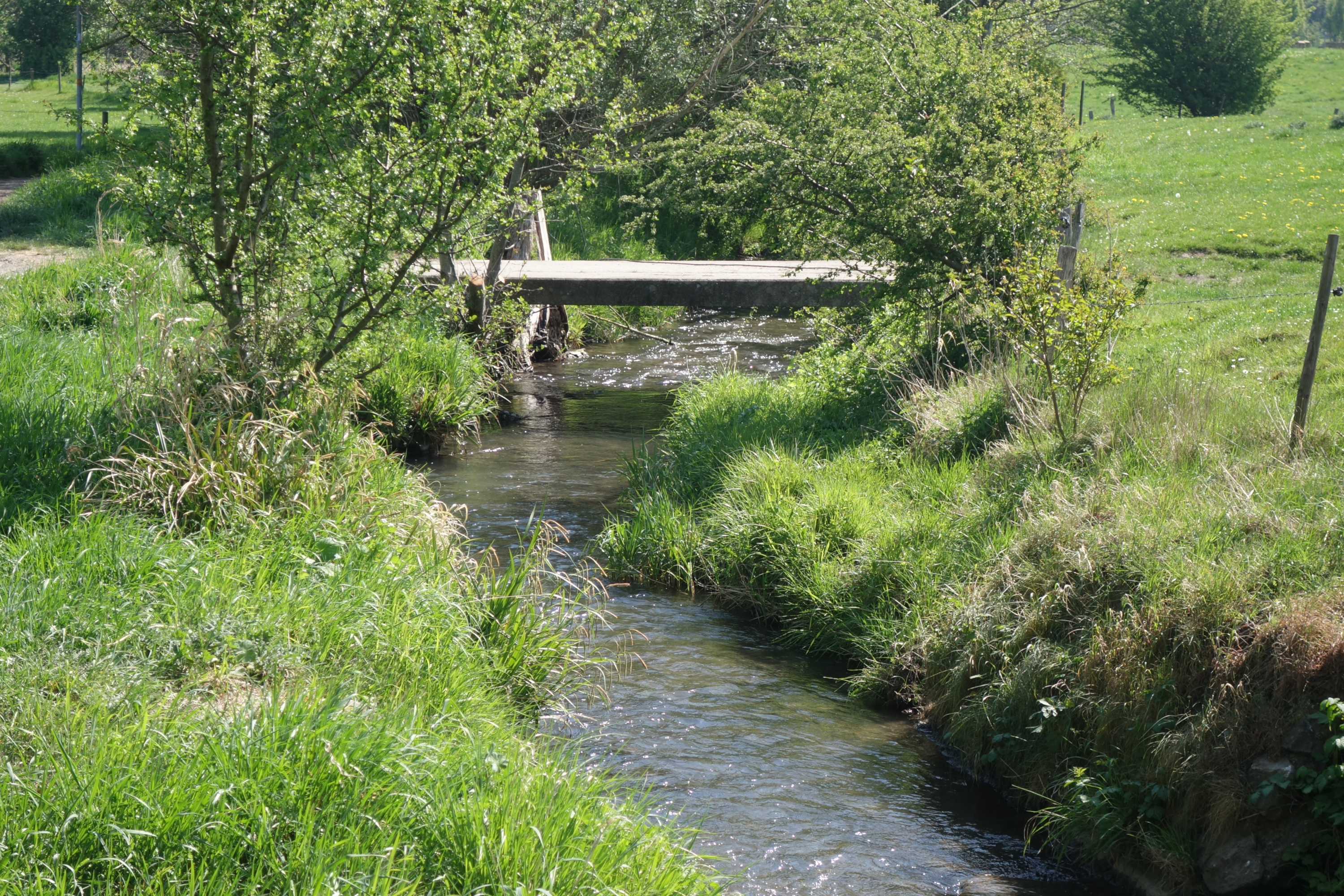
Nabij Tuchwerk Aachen
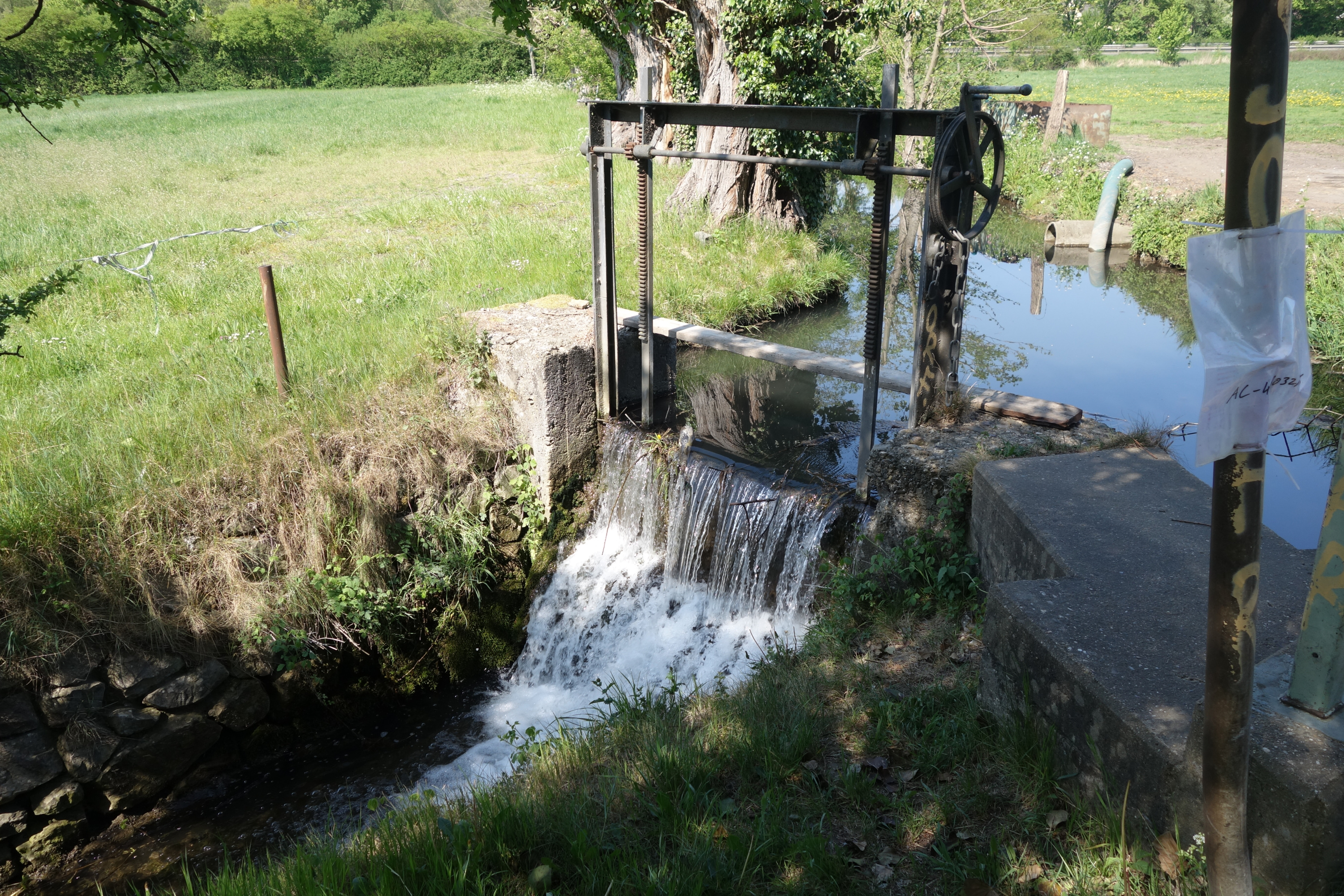
Stuw bij Soers

## Watermolens
Langs de beek ontstonden in de loop der eeuwen verschillende watermolens, waaronder de Stockheider Mühle, waarin sinds 2012 het textielmuseum Tuchwerk Aachen zijn nieuwe thuis heeft gevonden. De Wildbach en andere beken waren van groot belang voor de ontwikkeling van de Akense textielindustrie.
- Obere Schurzelter Mühle, An der Ölmühle 2–10, Aken-Laurensberg, oorspronkelijk 13e-eeuws
- Untere Schurzelter Mühle, Forellenweg, Aken-Laurensberg, oorspronkelijk 13e-eeuws
- Wildbacher Mühle, Wildbacher Mühle 37, Aken-Laurensberg, voor het eerst vermeld in 1420
- Rahemühle (kasteelmolen van Schloss Rahe), Schloss-Rahe-Straße 19, Aken-Laurensberg, voor het eerst vermeld in 1525
- Schleifmühle, Rütscher Straße 282–304, Aken-Soers, 16e-eeuws
- Stockheider Mühle, Strüverweg 112–118, Aken-Soers, oorspronkelijk 13e-eeuws
- Soerser Mühle, Sonnenweg 11–15, Aken-Soers, oorspronkelijk 13e-eeuws

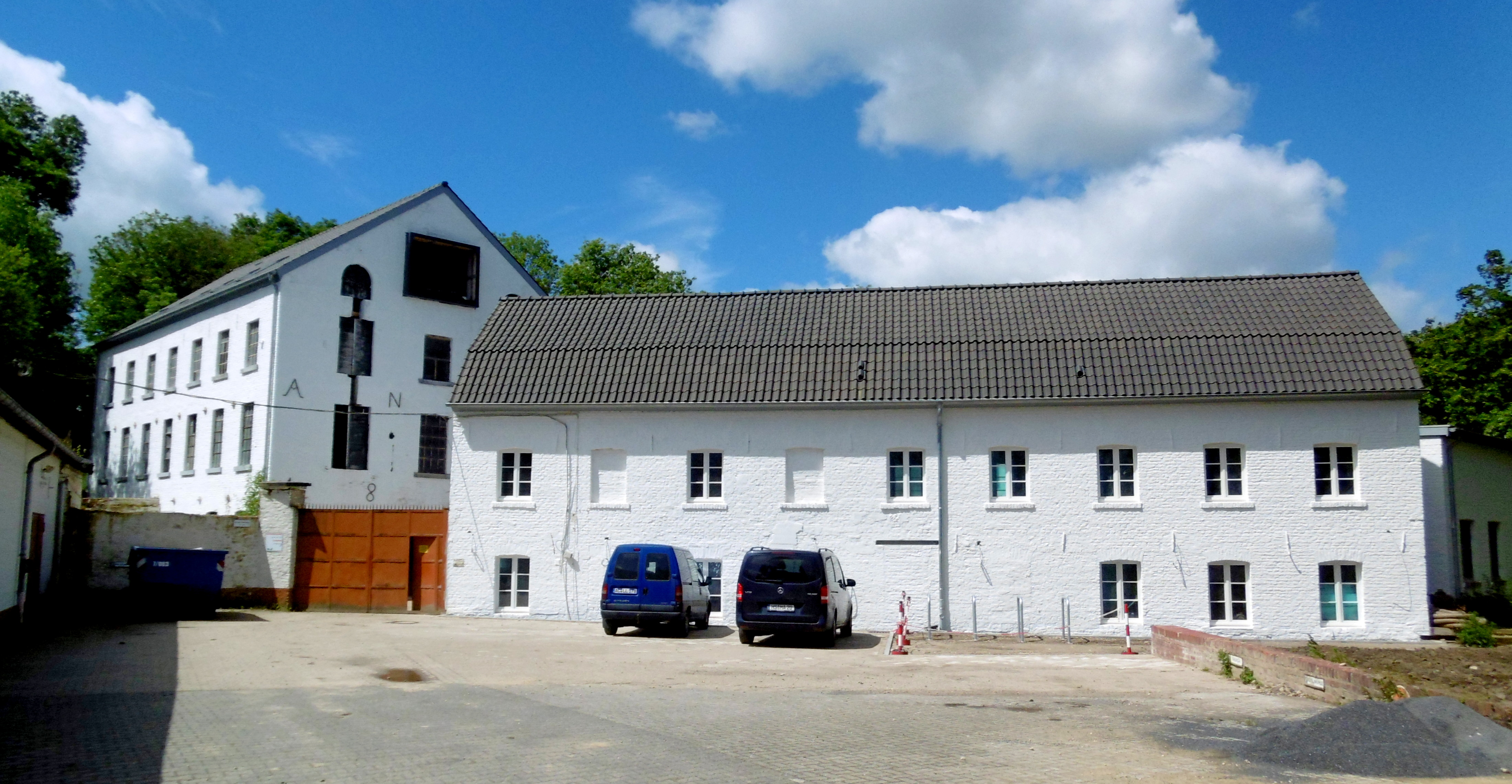
Obere Schurzelter Mühle
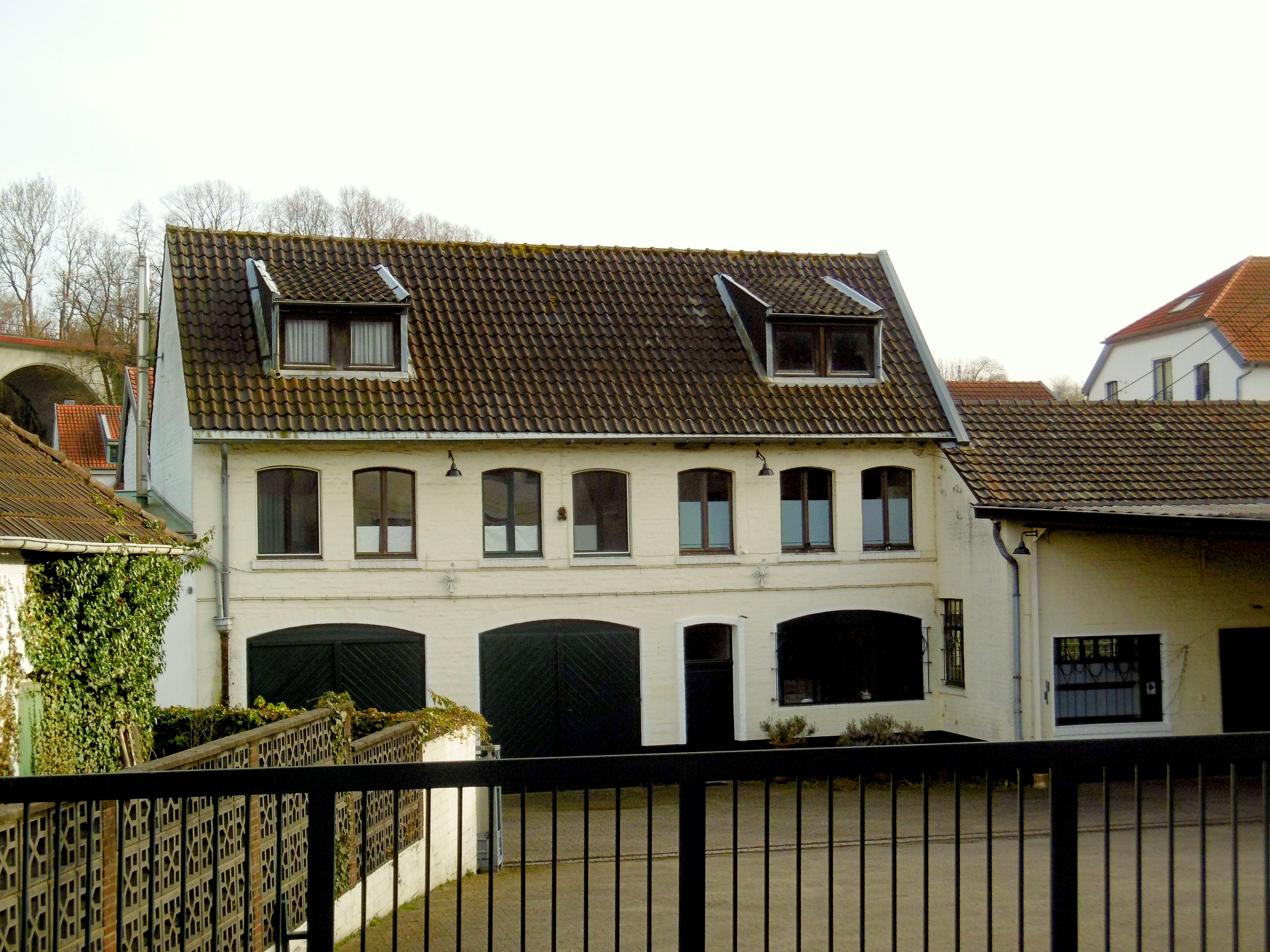
Untere Schurzelter Mühle
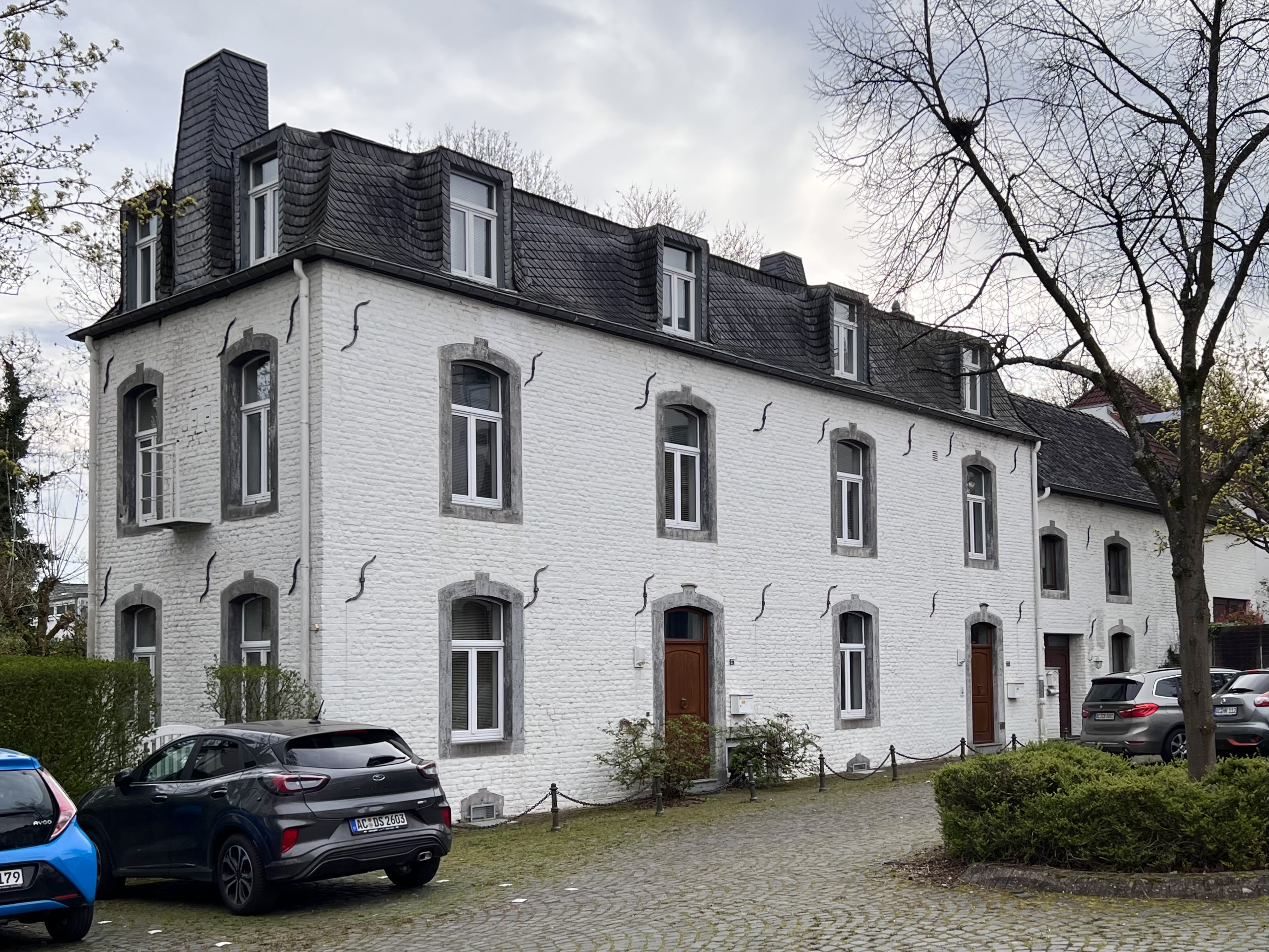
Wildbacher Mühle
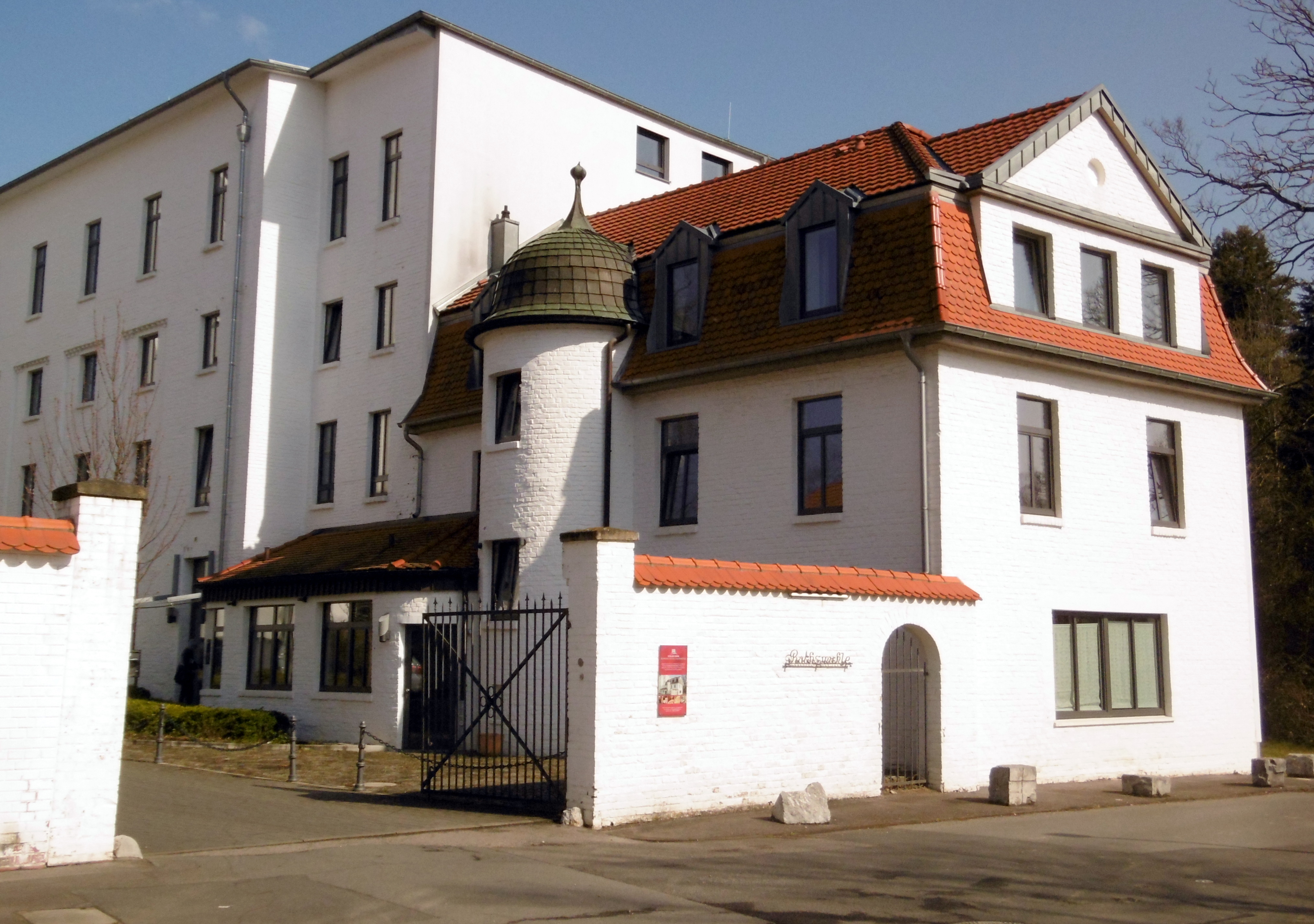
Rahemühle
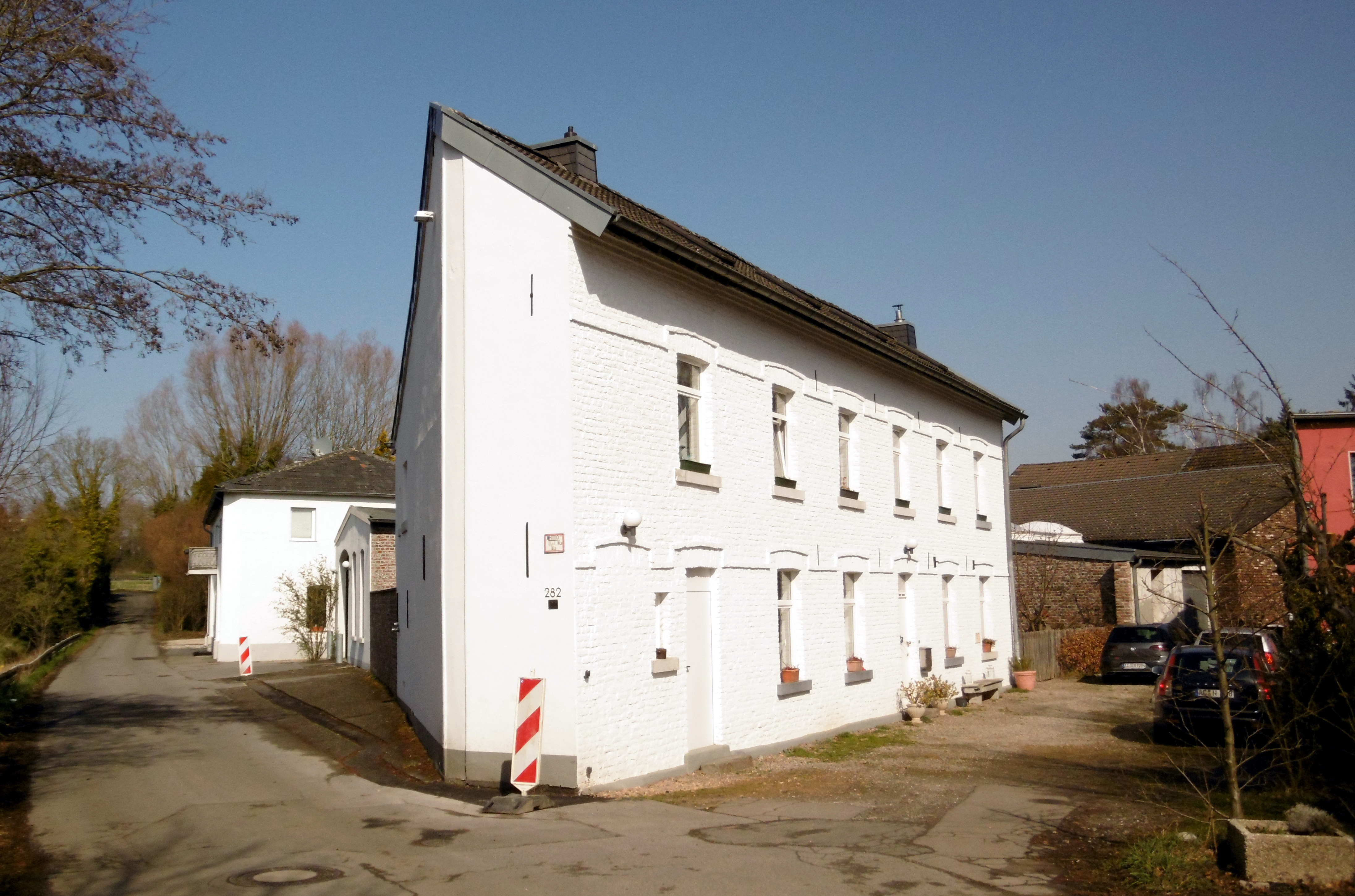
Schleifmühle
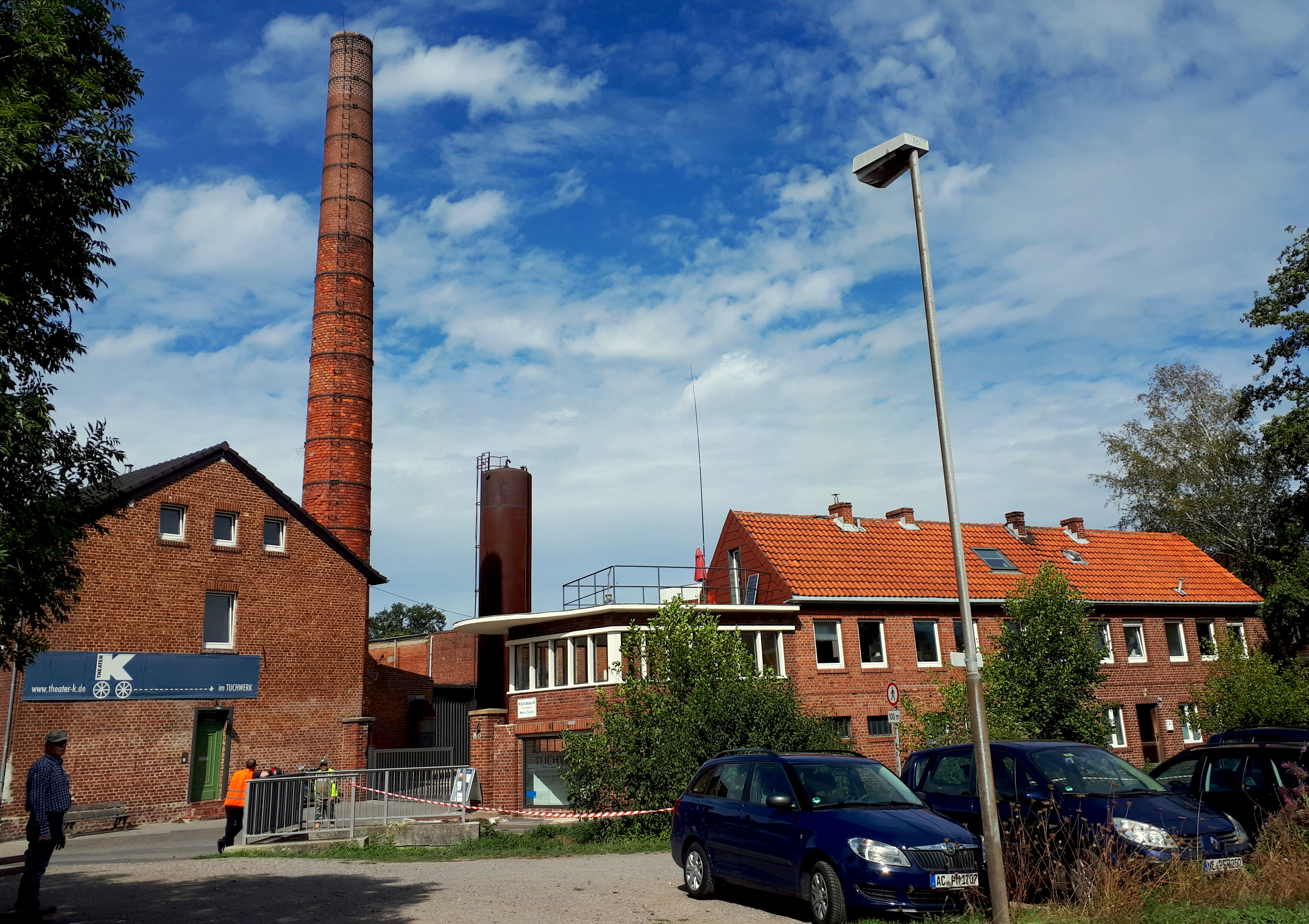
Stockheider Mühle
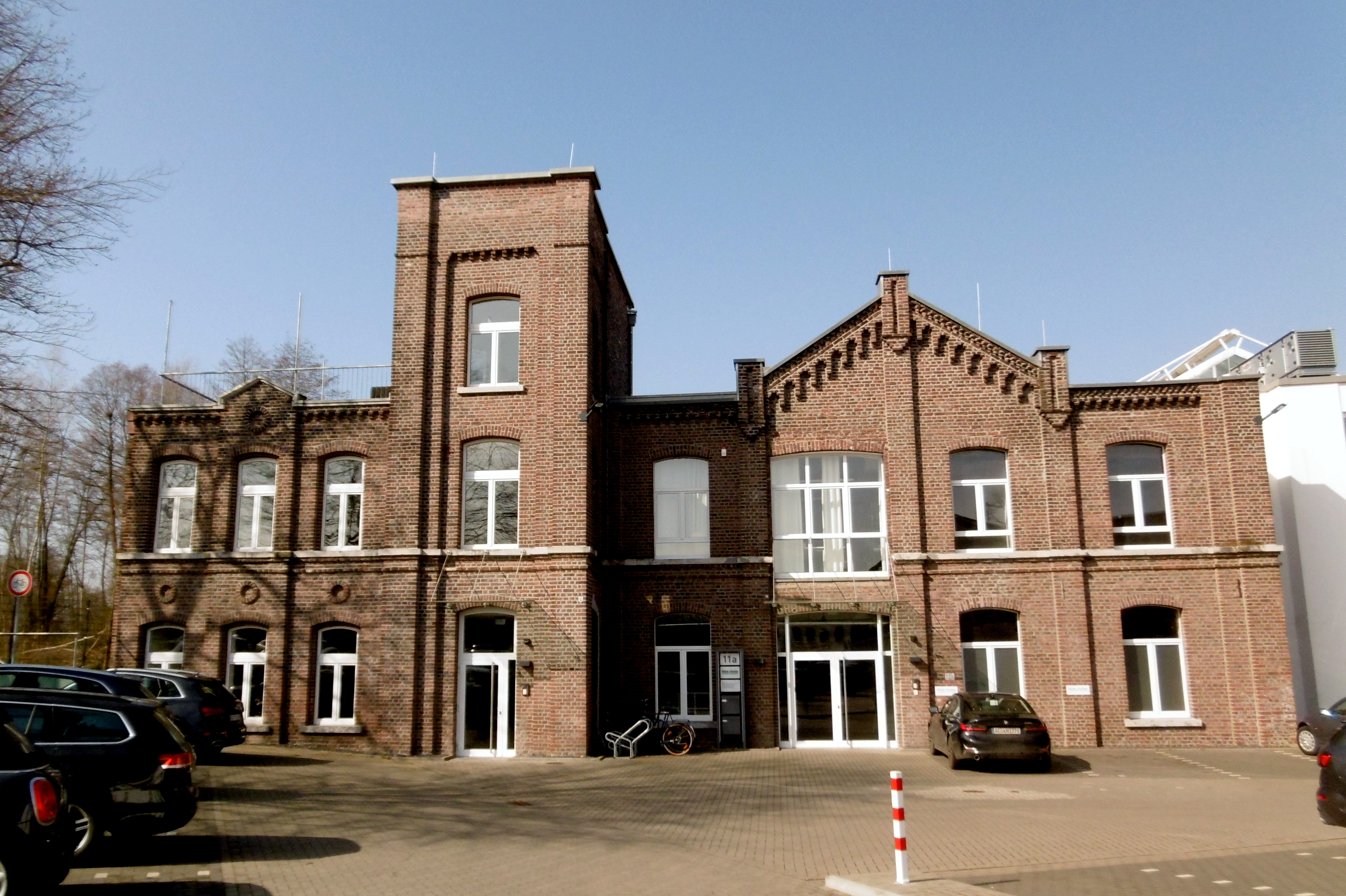
Soerser Mühle